# Dorfkirche Gerbisbach

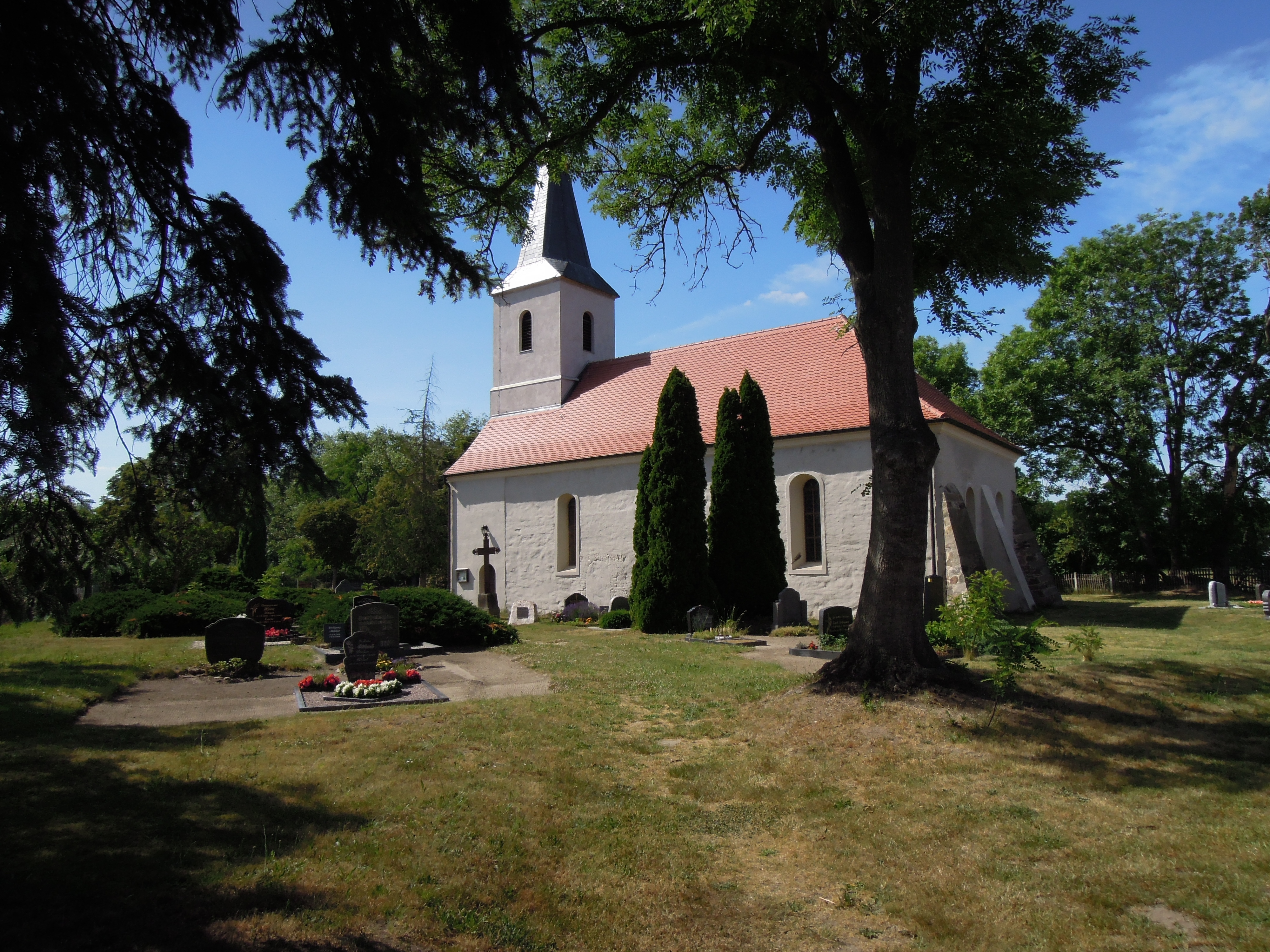
Gerbisbacher Kirche im Juni 2022

Die unter Denkmalschutz stehende Dorfkirche Gerbisbach stammt vermutlich aus der Zeit um 1300. Sie befindet sich in Gerbisbach, einem Stadtteil der Stadt Jessen im Landkreis Wittenberg in Sachsen-Anhalt. Im Denkmalverzeichnis wird der Bau unter der Kennung 094 35105 geführt.

## Architektur
Das Kirchengebäude ist ein aus Feldsteinen und zum Teil aus Raseneisensteinen errichtetes Bauwerk. Die auf einem quadratischen Grundriss stehende Kirche ist ein chorloser zweischiffiger Saalbau mit einem quadratischen Westturm, welcher in der zweiten Hälfte des 19. Jahrhunderts errichtet wurde. In dieser Zeit erfolgte auch eine Vergrößerung der Fensteröffnungen.
Die kreuzgratgewölbte Decke des Innenraumes der Kirche stammt aus dem 15. Jahrhundert.
Die letzte umfangreiche Restaurierung fand von Mai 2011 bis Mai 2012 statt. Dabei wurden u. a. Hausschwammschäden an der Dachkonstruktion behoben. Die frühere Rittergutsloge, der nördliche Anbau des Kirchenschiffes, erhielt einen komplett neuen Dachstuhl.

## Ausstattung
Der Kanzelaltar wird auf das erste Viertel des 18. Jahrhunderts datiert. Er befindet sich auf einem gemauerten mittelalterlichen Stipes mit Sepulcrum. Die runde, aus Sandstein gefertigte Taufe wird auf die zweite Hälfte des 15. Jahrhunderts datiert.  Eine auf Säulen errichtete Empore führt von der Nord- zur Ostwand des Gebäudes. Zwei Grabsteine, welche sich an der Kirche befinden, sind inschriftlich auf die Jahre 1791 und 1793 datiert.

## Orgel
Die in der Kirche befindliche, in Formen der Neugotik gestaltete Orgel wurde um 1860 von Nicolaus Schrickel eingebaut. Sie verfügt über ein Manual, Pedal und sieben Register.